# العودة للمنزل
العودة للمنزل (بالألمانية: Heimkehr) قصة قصيرة ألمانية من تأليف الكاتب التشيكي فرانز كافكا. القصة في جوهرها مبنية على «الابن الضال» أحد أمثلة المسيح في الكتاب المقدس. في القصة، الراوي وهو شاب يعود إلى منزله فيجد والده لا يعبّر نحوه بأية مشاعر، يذكر أنه استطاع أن يميز معالم منزله مثل مزرعة عائلته ولكنه ومع هذا يشعر وكأنه دخيل. فيقرر الوقوف أمام الباب، وبينما هو يفعل ذلك يشعر برهبة في اللحظة التي أدرك فيها أنه سيكون كذلك دائماً ليس فقط مع أسرته وإنما أيضاً في تعامله مع المجتمع كذلك.